# Fonteius Capito
(Gaius?) Fonteius Capito (* unbekannt; † Herbst 68 in Niedergermanien) war ein römischer Senator.

## Leben
Im Jahr 67 n. Chr., unter Nero, hatte Capito das Amt des Konsuls gemeinsam mit Lucius Iulius Rufus inne. Nach Beendigung des Konsulats wurde er Befehlshaber (legatus Augusti pro praetore) des niedergermanischen Heeres und damit zugleich Statthalter des Heeresbezirks, aus dem später die Provinz Germania inferior (Niedergermanien) wurde.
Bedeutung erlangte Capito, als er den Bataverführer Claudius Paulus wegen angeblicher Rebellion hinrichten und dessen Bruder Gaius Iulius Civilis in Ketten legen und nach Rom deportieren ließ. Capito galt als korrupt, war aber bei seinen Soldaten beliebt.
Nach dem Tod Neros wurde Fonteius Capito wegen angeblicher Umsturzpläne im Herbst 68 von den Legionslegaten Fabius Valens und Cornelius Aquinus sowie dem Kommandanten der germanischen Flotte, Iulius Burdo, ermordet; der neue Kaiser Galba billigte die Tat. Die Ermordung selbst wurde vom Centurio Crispinus ausgeführt, der dafür im folgenden Jahr auf Drängen der Soldaten hingerichtet wurde.
Die Nachfolge Capitos als Statthalter in Niedergermanien trat Anfang Dezember 68 der spätere Kaiser Aulus Vitellius an. Bis dahin blieb der Posten vakant.